# Сер Вільям Джерард

Герб Джерардів.

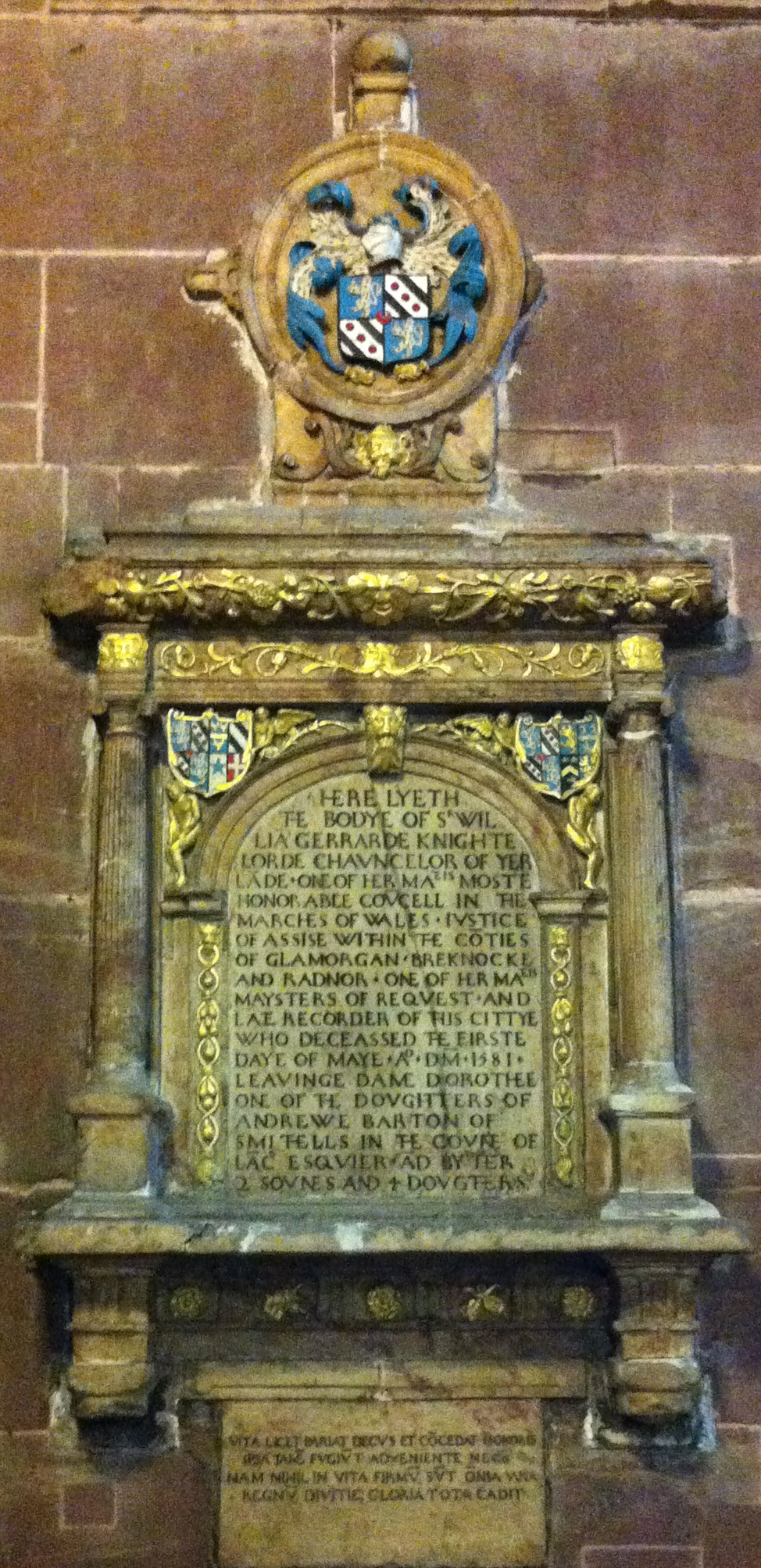
Меморіал Вільяму Джерарду в церкві в Честері.

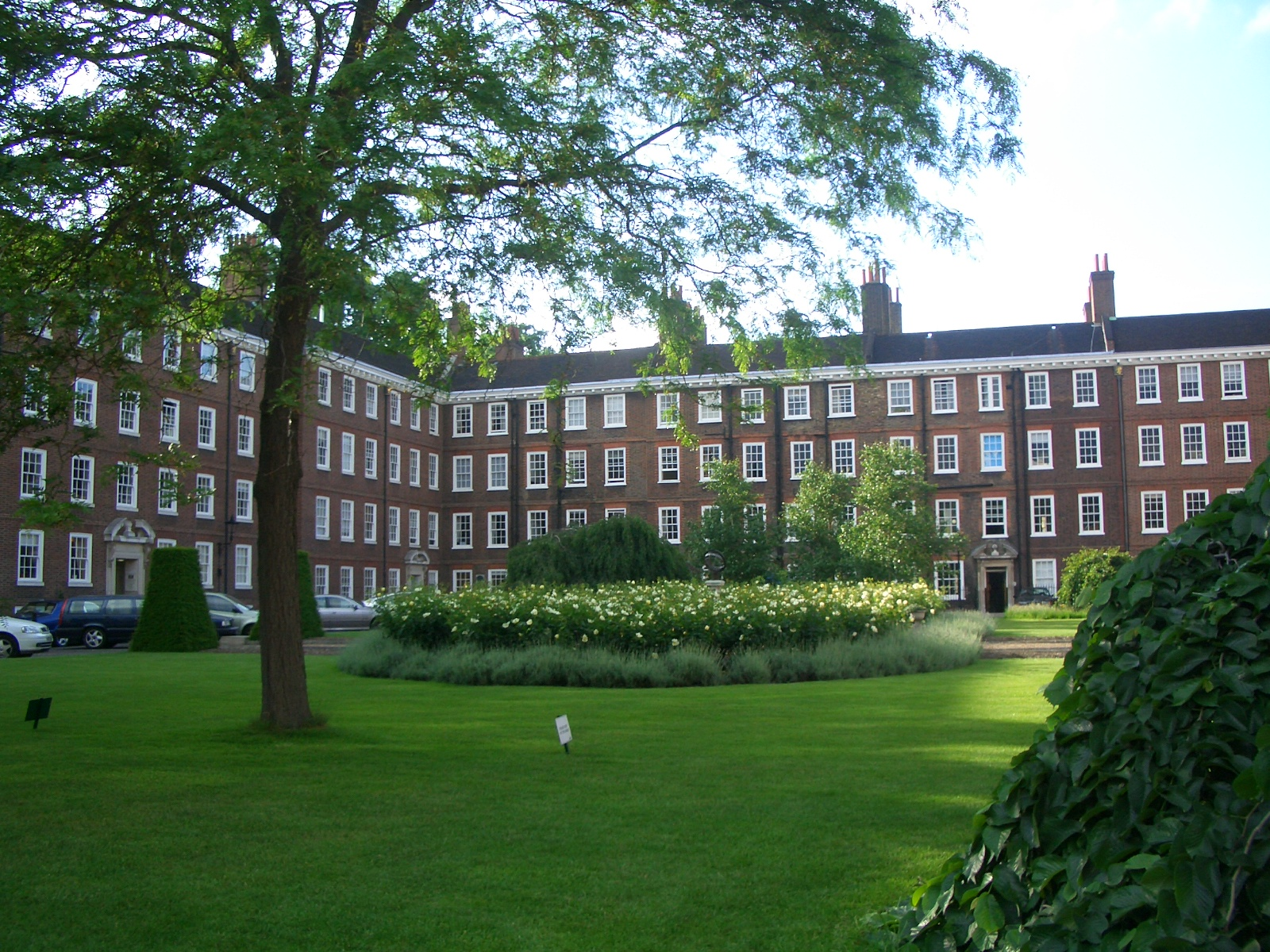
Юридична школа «Грейс Інн».

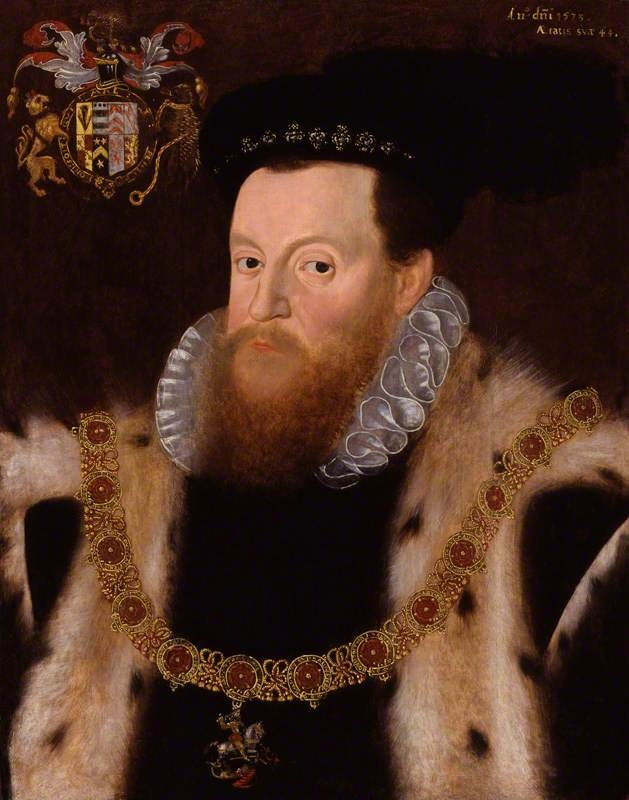
Сер Генрі Сідні (1529 – 1586).

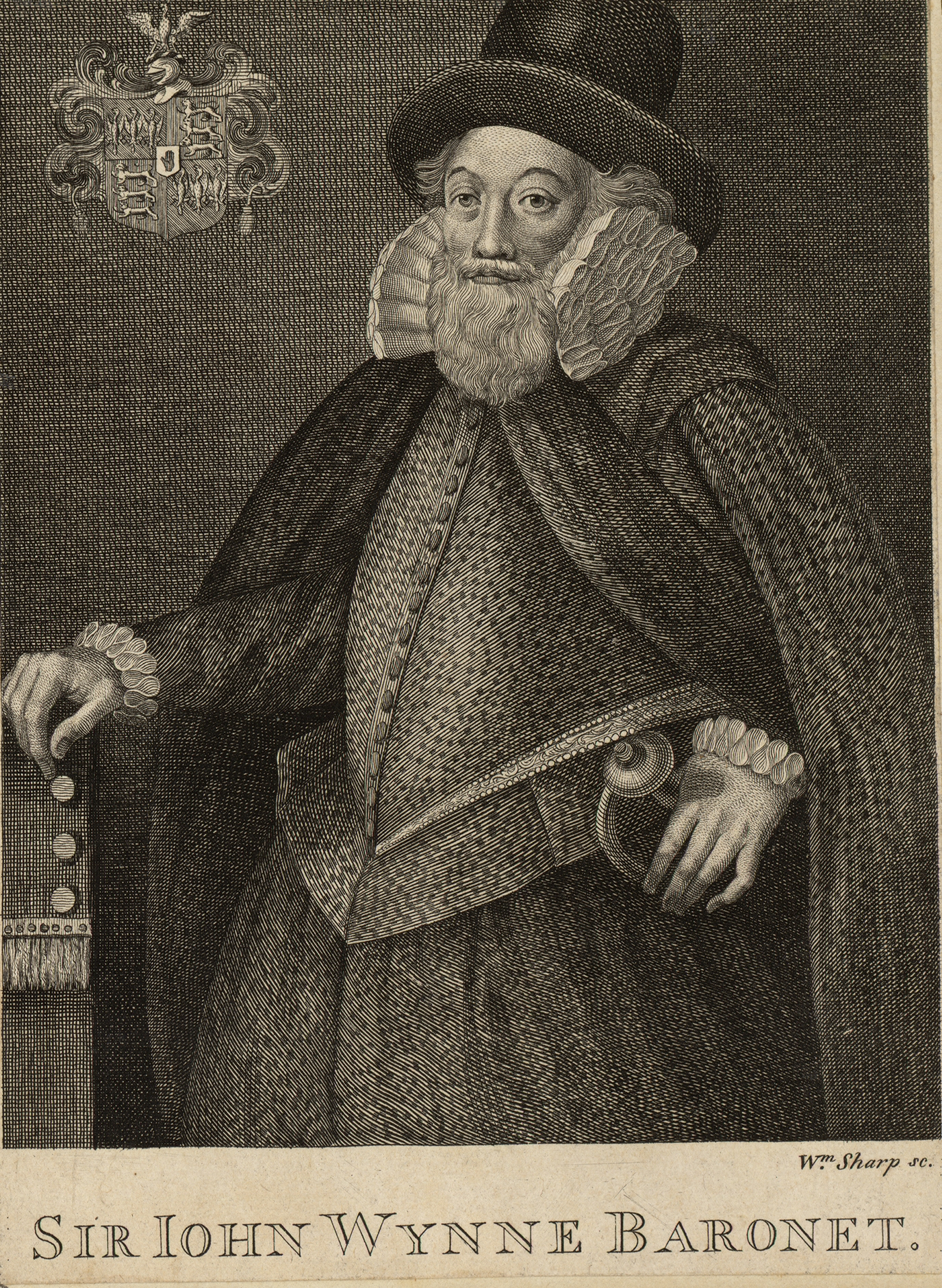
Сер Джон Вінн.

Сер Вільям Джерард (1518 – 1581) – відомий ірландський політик, суддя, юрист, адвокат та державний діяч англійського походження Єлизаветинської епохи, що мав великий досвід державної служби в Англії, Уельсі та особливо в Ірландії. Він був депутатом Палати громад парламенту Англії від Честера протягом багатьох років і був віце-президентом Таємної Ради Уельсу. Протягом п’яти років він був лорд-канцлером Ірландії. Історики високо оцінили його енергійні зусилля з реформування ірландської правової системи, хоча вони розходяться щодо його ефективності в цьому завданні. Незважаючи на те, що він не був священиком, він був призначений деканом собору Святого Патріка в Дубліні в 1573 році. Він зізнався, що мав «неспокійне сумління» щодо своєї придатності до будь-якої духовної посади.

## Ранні роки
Вільям Джерард народився в Інс-ін-Мейкерфілді в Ланкаширі, Англія. Він був сином Гілберта Джерарда та його дружини Елізабет Девісон, дочки олдермена Честера, міста, з яким Вільям Джерард мав давні стосунки, і де він помер. Сер Гілберт Джерард, англійський юрист та майстер рукописів, був його двоюрідним братом і, як кажуть, просунув кар’єру Вільяма. У 1543 році Вільям Джерард вступив до юридичної школи «Грейс Інн», у 1546 році він почав працювати адвокатом, а в 1552 році отримав посаду старости «Грейс Інн» (цей титул зазвичай присуджували адвокатам, які працювали в «Грейс Інн» протягом десяти років). Елрінгтон Болл стверджує, що його юридична кваліфікація була недостатньою для посади лорд-канцлера Ірландії, але насправді Вільям Джерард набув значного досвіду юриста. Він був призначений генеральним прокурором Уельсу в 1554 році, реєстратором Честера в 1556 році, суддею в Уельсі в 1559 році та віце-суддею Честера в 1561 році.

### Політична кар’єра
Починаючи з 1555 року Вільям Джерард був депутатом у шести послідовних парламентах Англії як депутат від Честера – два рази за часів правління королеви Марії І Тюдор – в 1555 та 1558 роках і чотири рази за часів правління королеви Англії Єлизавети І Тюдор у 1559, 1563, 1571, 1572 роках. Вільям Джерард став радником Таємної Ради Уельсу у 1560 році, а віце-президентом Таємної Ради Уельсу був у 1562 році. Він здобув репутацію енергійного та ефективного адміністратора, і саме з цієї причини лорд-депутат Ірландії сер Генрі Сідні попросив призначити його лорд-канцлером Ірландії в 1576 році. Посада була вакантною протягом трьох років, і сер Генрі Сідні хотів, щоб ревний канцлер допомагав йому в його амбітній програмі реформ. Він працював із Вільямом Джерардом під час перебування в Уельсі та дав високу оцінку його здібностей. Кілька років між ними існувала тепла дружба: незвичайне ім’я Сідні, яке Вільям Джерард дав одній зі своїх доньок (яка згодом стала леді Вінн), було даниною їхній дружбі.

### Лорд-канцлер Ірландії
Навіть Елрінгтон Бол, що висловив погану думку про Вільяма Джерарда в цілому, визнає, що той приїхав до Ірландії з добрими намірами і спочатку показав себе енергійним і здібним лорд-канцлером. Він оголосив про свій намір поширити систему суду присяжних на все Ірландське королівство, щоб відновити громадський порядок і вирішити проблему серйозної злочинності, і швидко встановив регулярні засідання суду присяжних на сході та південному сході Ірландії. Ерлінгтон Болл, однак, стверджує, що суд присяжних змушував його нехтувати обов’язками власного офісу, який знаходився в Дубліні. Спочатку він закликав звільнити більшість суддів Високого суду ірландського походження як старих і непридатних для роботи, називаючи їх «страшилами, простими тінями», і попросив замінити їх суддями англійського походження, що звісно, було дискримінацією ірландців. Пізніше, однак, він був готовий прийняти ірландських суддів з достатньою юридичною кваліфікацією.
Вільям Джерард говорив про необхідність введення великої кількості англійських поселенців до Ірландії (на думку Болла, це приклад звички Вільяма Джерарда постійно втручатися в справи, які його не стосувалися). Він яскраво писав про жалюгідні та голодні умови корінних ірландців. Писав, що деякі частини країни майже знелюдніли. Писав, що Ірландія сильно постраждала від розбійників, яких треба було повісити: «Англійське правосуддя має бути катом». Він мав низьку думку про своїх ірландських державних службовців, не знайшовши «жодної хорошої людини серед усієї команди». У березні 1577 року він наполягав на тому, що він повинен мати англійських адвокатів, щоб допомогти йому, інакше, як він стверджував, ця робота буде його смертю.
Кроуфорд, автор «Суду зіркової палати в Ірландії», стверджує, що Вільям Джерард як лорд-канцлер мав подвійну мету: відновити владу судів загального права по всій Ірландії та використовуючи повноваження, надані йому його посадою, щоб перетворити Суд Замкової Палати, ірландський еквівалент «Зоряної Палати» Англії, що був заснований у 1571 році, на ефективний виконавчий орган для підтримки громадського порядку. Принаймні у другій меті він досяг значного успіху в перші роки, коли Замкова Палата слухала велику кількість справ, пов’язаних із заворушеннями, сварками та іншими порушеннями громадського порядку. Вільяма Джерарда хвалять за ретельне розслідування справ у Суді та його готовність доводити їх до кінця.
Обсяг справ, пов’язаних із громадським порядком у Замковій Палаті, справді був настільки великим, що в 1579 році він вибачився перед лордом Берглі за те, що не зміг вислухати приватну справу, в якій Берглі був зацікавлений. Проти VIII барона Хоута було порушено одну помітну приватну справу за звинуваченням у жорстокому поводженні з дружиною та дочкою Джейн. Кастл Чембер прийняв докази того, що він побив свою дружину настільки жорстоко, що вона боялася за своє життя, тоді як Джейн померла незабаром після подібного побиття і, ймовірно, як прямий наслідок цього. Враховуючи соціальне становище Хаута, покарання були досить суворими: його ненадовго ув`язнили, наклали великі штрафи та зобов'язали виплачувати аліменти своїй дружині, якій дозволили жити окремо від нього та дали опіку над їхніми дітьми. Вільям Джерард поглиблено вивчав історію англійського правління в Ірландії та причини нездатності корони встановити свою владу над усім островом. Він дійшов висновку, що поворотним моментом став 1350 рік, після якого англійська влада в Ірландії невблаганно почала скорочуватися і занепадати. 

### Контроверсія місцевого податку
Адміністрація Сідні була ослаблена інтенсивним спротивом англо-ірландської шляхти пропозиціям Сідні щодо податкової реформи, зокрема стягненню мита, вкрай непопулярного податку на утримання військових гарнізонів колонії Пейл (земель навколо Дубліна, що були англійською колонією і безпосередньо під владою Англії). Ірландська шляхта скаржилася, що влада Англії наклала на них величезний фінансовий тягар. Суперечка щодо місцевого податку «сесс» досягла апогею в 1577 році, коли Сідні переконав королеву ув’язнити трьох видатних ірландських адвокатів, які поїхали до Лондона, щоб подати петицію про відкликання його пропозицій. У цей момент між Сідні та Вільямом Джерардом, що спочатку підтримував реформи, виникли серйозні політичні розбіжності: Вільям Джерард вважав, що примусовий підхід Сідні був помилкою, він прийшов до висновку, що цей податок було надмірно обтяжливим, і він був дружнім із Барнабі Скерлоком, керівник депутації, яка була ув'язнена.  Вільям Джерард приїхав до Лондона, щоб закликати до політики поміркованості та благати про звільнення трьох ув’язнених адвокатів, і, очевидно, окреслив власну альтернативу стягненню мита. Королева, яка спочатку підтримала Сідні, була переконана аргументами Вільяма Джерарда, що це мито був помилковим, і дорікала Сідні за спробу запровадити його. Лорд-заступник тепер жорстоко посварився з Вільямом Джерардом, на поради якого він до того часу дуже покладався і якого він називав «мій радник». Сідні був відкликаний зі своєї посади у 1578 році.

### Останні роки і смерть
Зусилля Вільяма Джерарда реформувати ірландську правову систему занепали в його останні роки: його сварка з Сідні, відкликання Сідні до Англії та спалах другого Десмондського повстання в 1579 році знищили можливості радикальних змін. Вільям Джерард, що протягом років перебування в Уельсі часто хворів, скаржився на вплив вологого ірландського клімату на його тіло, і зараз йому було за шістдесят, чималий вік для того часу. З 1579 року він мав дуже слабке здоров'я, страждав від дизентерії, задишки, сильних болів у ногах і певної форми шкірного захворювання. Більшу частину своїх останніх років він провів у Честері, іноді повертаючись до Ірландії. У 1579 році він отримав лицарський титул і був призначений магістром запитів. Королева послала одного зі своїх лікарів лікувати його.
У 1580 році стало зрозуміло, що він не зможе прожити довго, і королева дала йому дозвіл переїхати у Честер. Він планував відвідати Лондон у березні того ж року, але виявив, що «кульгавий без надії на одужання». Він написав лояльного листа королеві Єлизаветі I, в якому сказав, що сподівається побачити її ще раз, навіть якщо йому доведеться повзти аж до Лондона, але на той час він був надто хворий, щоб залишити Честер, де він помер на початку травня 1581 року. Його поховали в церкві Святого Освальда в Честері, яка тоді була Честерським собором, де зберігся його фресковий монумент. Велика частина його заповіту присвячена опису його фінансових проблем і труднощів, які він відчував, забезпечуючи свою сім’ю.

## Родина
Вільям Джерард одружився з Дороті, донькою Ендрю Бартона з Смітхіллса, Болтон, Ланкашир та його дружини Енн Стенлі, доньки сера Вільяма Стенлі з Готона, Чешир (і сестри Ральфа Бартона, депутата від Ноттінгема). Деякі люди з родини Бартонів були в бунтарями, повстанцями та нонконформістами, але Дороті, як і її чоловік, здається, була переконаною протестанткою. Дороті пережила його, хоча в заповіті він говорив про її часті і важкі хвороби. У них було двоє синів і чотири доньки, у тому числі:
- Гілберт Джерард, старший син, що пізніше був депутатом парламенту Англії від Честера та одружився з Еллен, дочкою Вільяма Пірсона з Честера.
- Єлизавета Джерард (померла у 1626 році) – дружина Томаса Лейтона (помер у 1600 році), депутата парламенту Англії від графства Шропшир, сина сера Едварда Лейтона із замку Воттлсборо, від якого мала семеро дітей, у тому числі Роберта, їхнього старшого сина та спадкоємця. Вони були предками Лейтонських баронетів Вотлсборо.
- Сідні Джерард (померла в 1632 році) – дружина сера Джона Вінна, І баронета Вінн замку Ґвідір, від якого мала 12 дітей, у тому числі сера Річарда Вінна, ІІ баронета Вінн, та сера Оуена Вінна, ІІІ баронета Вінн.
- Джудіт Джерард – була ще неодружена, коли помер її батько, і отримала значну спадщину за його заповітом.

## Репутація
Історики сходяться на думці, що Вільям Джерард почав свою кар’єру в Ірландії з енергійної спроби реформувати правову систему. Однак Елрінгтон Болл стверджує, що незабаром він відмовився від реформ, знехтував обов’язками своєї посади та втрутився у справи, які не входили до його компетенції. Болл також критикує його за те, що він прийняв, хоча й із значними докорами сумління, деканат собору Святого Патрика, незважаючи на те, що він ніколи не приймав священного сану. Треба сказати, що нещодавно був прецедент: Роберт Вестон, попередній лорд-канцлер Ірландії, також був деканом собору Святого Патрика, і Вестон також був мирянином, хоча його високо поважала англіканська ієрархія.
Болл також припускає, що він не був вільний від корупції, хоча, здається, доказів цього мало: згадка в його заповіті про його «зле життя» може бути просто звичайним посиланням на його пуританську віру в людську злочестивість загалом. З іншого боку, О’Фланаган у своєму досить короткому дослідженні Джерарда описує його як енергійного та сумлінного лорд-канцлера, що, ймовірно, зашкодив своєму здоров’ю надмірною роботою. Кроуфорд іде далі, вихваляючи Джерарда як видатного канцлера. Він називає його енергійним і здібним реформатором, який у перші роки свого перебування в Ірландії багато зробив для відновлення авторитету судів і, як показує випадок лорда Хоута, був готовий здійснювати неупереджене правосуддя навіть проти представників знаті. 